# Celibato religioso
El celibato clerical o religioso es, en algunas religiones, un  requisito que implica que algunos o todos los miembros del clero no estén casados. El celibato clerical también requiere la abstención de entregarse deliberadamente a pensamientos y comportamientos sexuales fuera del matrimonio, debido a que dichos impulsos son considerados como pecaminosos.
Dentro de la Iglesia Católica el celibato clerical es obligatorio para todo el clero de la Iglesia Latina, excepto en el diaconado permanente . En algunos casos se permiten algunas excepciones para los sacerdocios diaconales y de transición, como cuando los clérigos casados de otras iglesias o comunidades se hacen católicos, pero se hacen excepciones para la ordenación de obispos a hombres casados. Los matrimonios clericales no están permitidos y, por lo tanto, para aquellos para quienes el celibato en una iglesia en particular es opcional (como un diácono perpetuo en la Iglesia latina), aquellos que deseen casarse deben hacerlo antes de la ordenación. En el caso de las Iglesias católicas orientales estas siguen las mismas reglas que la Iglesia latina o exigen el celibato para los obispos y permiten la ordenación sacerdotal de hombres casados. Al ser cuestionado por ello, el papa Francisco contestó que quizá deberían plantearse eliminar la obligatoriedad y convertirlo en opcional, visto que a las demás confesiones cristianas les había ido bien, pero, hasta la fecha, se mantiene como un elemento obligatorio. 
En las iglesias ortodoxas orientales, el celibato es la norma para los obispos ; los hombres casados pueden ser ordenados al sacerdocio, pero incluso los sacerdotes casados cuyas esposas fallecen antes que ellos no pueden volver a casarse después de la ordenación. Asimismo, el celibato no es una condición para la ordenación y, en algunas iglesias ortodoxas orientales, los diáconos pueden casarse después de la ordenación. Durante el período comprendido entre el siglo V y principios del siglo VI, la Iglesia oriental no aplicó la ley del celibato ni siquiera a la ordenación episcopal. El luteranismo, el anglicanismo y el protestantismo generalmente no requieren que el clero sea célibe y permiten o fomentan el matrimonio clerical. En el pasado, los diáconos de la Iglesia Luterana Sueca hacían un juramento de celibato, pobreza y apego a la casa de sus padres. El voto de celibato se hizo opcional en la década de 1960 y, en la actualidad, los diáconos y diáconos luteranos (hombres y mujeres) pueden casarse.

## Significados de "celibato"
La palabra "celibato" puede significar un estado de no estar casado o abstinencia, debido principalmente al juramento religioso, de relaciones sexuales. En el canon de la Iglesia Latina, la palabra "celibato" se usa específicamente en el sentido de no haber contraído matrimonio. Para el clero, sin embargo, este estado único era visto como el resultado de la obligación de ser enteramente y para siempre continental:

Clerics are obliged to observe perfect and perpetual continence for the sake of the kingdom of heaven and therefore are bound to celibacy which is a special gift of God by which sacred ministers can adhere more easily to Christ with an undivided heart and are able to dedicate themselves more freely to the service of God and humanity.

Los diáconos permanentes, es decir, aquellos que no tienen la intención de convertirse en sacerdotes, están generalmente exentos de esta regla. Pero los diáconos permanentes casados no pueden volver a casarse después de la muerte de sus esposas.
El Catecismo de la Iglesia Católica menciona:

All the ordained ministers of the Latin Church, with the exception of permanent deacons, are normally chosen from among men of faith who live a celibate life and who intend to remain celibate "for the sake of the kingdom of heaven." Called to consecrate themselves with undivided heart to the Lord and to "the affairs of the Lord", they give themselves entirely to God and to men. Celibacy is a sign of this new life to the service of which the Church's minister is consecrated; accepted with a joyous heart celibacy radiantly proclaims the Reign of God.

In the Eastern Churches a different discipline has been in force for many centuries: while bishops are chosen solely from among celibates, married men can be ordained as deacons and priests. This practice has long been considered legitimate; these priests exercise a fruitful ministry within their communities. Moreover, priestly celibacy is held in great honor in the Eastern Churches and many priests have freely chosen it for the sake of the Kingdom of God. In the East as in the West a man who has already received the sacrament of Holy Orders can no longer marry.

Consulte las reglas a continuación para conocer las excepciones a la sanción de la ordenación de hombres casados en la Iglesia latina.

## Trasfondo
En algunas iglesias cristianas, como las del oeste y este de la Iglesia Católica, generalmente se requiere que los sacerdotes y obispos sean hombres solteros. En otras, como Iglesia Ortodoxa Oriental y algunas de las Iglesias Católicas Orientales, los hombres casados pueden ser ordenados como diáconos o sacerdotes, pero no pueden volver a casarse si su esposa muere, y solo los obispos deben ser célibes. Dado que el celibato era visto como una consecuencia del deber de abstinencia, significaba la abstinencia de las relaciones sexuales. código canon dice:
El clero debe tener cuidado con aquellos que puedan amenazar su observancia de la abstinencia o causar escándalo entre los fieles.
En algunas iglesias cristianas, los miembros de una orden o grupos monásticos hacen votos de castidad, junto con votos de pobreza y obediencia, para imitar la vida de Jesús de Nazaret. Este voto de castidad,  hecho por personas no todas clérigos, difiere del deber, no del juramento, de la abstinencia y del celibato del clero.
La Iglesia católica y las tradiciones ortodoxa oriental  apoyan el celibato de monjes, monjes y obispos. los obispos deben ser célibes o viudos; Un hombre casado no puede convertirse en obispo. En la Iglesia Católica Latina y algunas Iglesias Católicas Orientales, la mayoría de los sacerdotes son hombres solteros. Se permiten excepciones Hay un número de sacerdotes católicos que han sido aceptados en la Iglesia Católica por la Iglesia Luterana, la Comunión Anglicana y otras religiones protestantes. En la mayoría de las tradiciones ortodoxas y en algunas iglesias católicas orientales, los hombres casados pueden ser ordenados sacerdotes, pero los sacerdotes no pueden casarse después de la ordenación.
El celibato religioso no esconsideradocomo un dogma establecido ni por la tradición católica ni la ortodoxa , sino una regla que puede ser modificada si la Iglesia lo estima oportuno y permite excepciones.
Desde la época del Primer Concilio Ecuménico, la Iglesia Católica ha prohibido la castración, y el teólogo Orígenes utilizó la supuesta autocastración para desacreditarlo.

## En la Biblia
Según la Biblia, existen al menos dos hechos sacerdotales importantes en ausencia del celibato: el sumo sacerdote judío Zacarías y el apóstol Pedro respecto a Marcos. Se mencionan en 1 Pedro 5:13.
Si Jesús rechazó el sacerdocio de Aarón en favor del sacerdocio de Melquisedec (Hebreos 7:11), por ende el caso de Zacarías es incluso más relevante que el posible hijo del primer Papa, por efecto de la intervención directa de Dios y los vínculos existentes entre Isabel y María.

### Sumo sacerdocio judío
Los sumos sacerdotes judíos rotaban semanalmente en el Primer y Segundo Templo de Jerusalén, se casaban y su sacerdocio pasaba de padres a hijos. Los levitas también requerían una sucesión similar.
Especialmente Zacarías, cuya esposa Isabel era pariente de la Virgen María (Lucas 1:36). Por un milagro de Dios, dio a luz a Juan el Bautista cuando la pareja era "avanzada en años" (Lucas 1:5-7). También era sumo sacerdote en el segundo templo de Jerusalén de la familia del sacerdote judío Abías, descendiente directo de Aarón (Lc 1, 67-79).
A Isabel le dijeron que estaba emparentada con la esposa de José, la Virgen María. El sacerdote que realizó su boda no se menciona en los Evangelios. Pero aunque Zacarías era descendiente directo de Aarón a través de la secta de Eben y fue llamado a servir en el Segundo Templo de Jerusalén, la Virgen vino a visitar la casa de Isabel y se quedó allí durante tres meses.

### 1 Pedro 5:13
1 Pedro 5:13 menciona a Marcos, hijo de Pedro, llamado Cefas, como el primer papa de la iglesia cristiana primitiva. No se anuncia si Peter se casará o no con un hijo llamado Mark. La tradición bizantina sostiene que el apóstol y evangelista Marcos fue un ídolo nacido en Pentápolis que fue convertido al cristianismo por Pedro, quien lo siguió hasta Roma.
Se desconoce si Marcos 1 Pedro 5:13 puede identificarse con el apóstol y evangelista Marcos. Marcos está conectado con Babilonia a través del león y el profeta Ezequiel:
- El León de Venecia (también conocido como el León de San Marco) ha sido un símbolo de la República y el Patriarcado de Venecia durante siglos.
- Cuatro leones aparecen en la visión profética de Ezequiel 10:1 en Babilonia. Los restos de Ezequiel fueron trasladados a la catedral de Venecia en el año 828 d.C.

De esta manera, Pedro y Marcos contaba con una común fraternidad espiritual como hijo de Cristo. Es posible que Pedro también contara con una paternidad espiritual especial con el evangelista como su cristiano convertidor y bautizador. Sin embargo, la presencia de Marcos en Babilonia no se encuentra referenciada en la Biblia y, de la misma manera, En el Evangelio de Marcos no se menciona el simbolismo del león ni la profecía de Ezequiel.

### Mateo 8:14
Mateo 8:14 menciona ¨sobre que Pedro tenía una suegra, lo que significa que estaba casado o era viudo.

## La continencia clerical en el cristianismo

### Primer siglo
Algunos de los primeros líderes cristianos eran hombres casados. Se menciona en Marcos 1:30, Lucas 4:38 y Mateo 8:14-15 de la suegra de San Pedro que estuvo casado en algún momento (Mateo 8:14-15: "Cuando Jesús regresó a casa de la casa de Pedro, encontró a su suegra que tiene fiebre y está acostada en la cama. ) Según Clemente de Alejandría, "Pedro y Felipe engendraron un hijo", y la esposa de Pedro es martirizada (Stromata, III, VI, ed. Dindorf, II, 276)
Por otro lado, en Lucas 18:28-30, Jesús respondió a la afirmación de Pedro de que él y los demás discípulos habían dejado todo para seguirlo diciendo: "Nadie deja la casa, la mujer, los hermanos y los padres". . Hijos del reino de Dios, que no recibiréis muchas recompensas en esta vida y la vida eterna en la otra.” En 1 Corintios 7:8, el apóstol Pablo dice que no está casado: soltero o viudo. 
En 1 Corintios 9:5, contrasta su situación con la de otros apóstoles, incluido Pedro, que iban acompañados de piadosas esposas. Paul Laurent Kleinwerk, sacerdote de la Iglesia ortodoxa en Estados Unidos y profesor de teología en la Universidad Euclid, se pronuncia claramente a favor del celibato, al que considera un "regalo". Kleenwerk apoya esta afirmación citando 1 Corintios 7:5-8:

Do not deprive one another except perhaps by agreement for a set time, to devote yourselves to prayer, and then come together again, so that Satan may not tempt you because of your lack of self-control. This I say by way of concession, not of command. I wish that all were as I myself am. But each has a particular gift from God, one having one kind and another a different kind.  To the unmarried and the widows I say that it is well for them to remain unmarried as I am. But if they are not practicing self-control, they should marry. For it is better to marry than to be aflame with passion.

En el mismo capítulo, Pablo escribe que los sacerdotes deben ser "maridos de una sola mujer", prohíbe la abstinencia a largo plazo en las relaciones maritales y afirma el celibato como un don.
El locus classicus a favor del celibato sacerdotal es 1 Corintios 7:32-33 ("Como el soltero agrada al Señor en el cuidado de las cosas del Señor; como el casado agrada a su esposa en los cuidados mundanos") y un v. Sacerdotal El celibato locus classicus es la declaración en 1 Timoteo 3:2-4 de que un obispo debe ser "marido de una sola mujer". y "gobernar bien tu casa y hacer obedecer a tus hijos".
Una de las interpretaciones de la "monogamia" es que un hombre que quiere convertirse en monje no puede casarse una vez, y desde el día en que se convierte en monje debe ser completamente abstinente y abstinente. En general, también concluyeron que los sacerdotes no tenían derecho a casarse después de la ordenación, ya que se excluían las relaciones sexuales.
Otra interpretación de "monogamia" es la prohibición de la poligamia, que no es poco común en el Antiguo Testamento (por ejemplo, el rey David y el rey Salomón eran polígamos). La pol[otra requirió]igamia primero desapareció completamente entre los judíos en la Edad Media.
Por otro lado, George T. Dennis SJ de la Universidad Católica de América dice: “No hay evidencia clara de una tradición o costumbre general, y mucho menos una obligación, antes del comienzo del siglo IV. Peter Funk SJ está de acuerdo y dice que el principio básico utilizado en el libro, el origen apostólico del celibato sacerdotal, "no resiste el escrutinio histórico". Dennis dice que el libro no proporciona evidencia de que el celibato tenga un origen apostólico. De manera similar, Philip Delhague escribió: "Durante los primeros tres o cuatro siglos no se aprobaron leyes contra el matrimonio clerical. El celibato era la elección de obispos, sacerdotes y diáconos. . . Constitución Apostólica (c. 400) Excomunión de sacerdotes u obispos que dejen a sus esposas “con el pretexto de la piedad” (Sacrorum Conciliorum nova et amplisima collectionio 1:51)”.
De manera similar, Philip Delhague escribió: "Durante los primeros tres o cuatro siglos no se aprobaron leyes contra el matrimonio clerical. El celibato era la elección de obispos, sacerdotes y diáconos. . . Constitución Apostólica (c. 400) Excomunión de sacerdotes u obispos que dejen a sus esposas “con el pretexto de la piedad” (Sacrorum Conciliorum nova et amplisima collectionio 1:51)”.
Sin embargo, el historiador protestante del siglo XIX Philip Schaff evidencia que a principios del siglo IV, el celibato-continencia sacerdotal no era una novedad, afirmando que todos los matrimonios contraídos por clérigos en las Órdenes Sagradas fueron declarados nulos y sin valor en 530 por el emperador Justiniano I, quien también declaró ilegítimos a los hijos de tales matrimonios. 
El autor católico Greg Dues afirma que:

Early heretics, such as Manichaeans and Montanists, added a negative influence by proclaiming that sexual expression – including that of the laity – was impure. Catholic leaders, such as St. Augustine, taught that Original Sin was transmitted through intercourse. Therefore, abstinence and virginity was the ideal life and only the weak should marry. However, most bishops and presbyters continued to marry. In fact, the only marriages that had to have any kind of blessing were those of deacons and priests.

The tradition of celibacy continued to evolve. In some places it was expected that priests be not sexually active after ordination. When monastic spirituality became popular in the fourth and fifth centuries, it promoted the ideal of celibacy as a model for all priests.

One way church authority enforced celibacy was by ordaining monks, who took the vow of chastity, to evangelize large areas of Europe. Church authority continued to mandate celibacy. The First Lateran Council (1123–1153) forbade those in orders to marry and ordered all those already married to renounce their wives and do penance. Later legislation declared the marriages of clerics not only illegal but also invalid. Widespread disregard of these laws continued until a reorganization of preparation for priesthood following the Protestant Reformation and the Council of Trent in the 1500s.

### Siglos II a III
Tertuliano ( c. 160 ), escrito hecho por los apóstoles, mencionó que estaba obligado a creer que aparte de Pedro, quien ciertamente estaba casado, los apóstoles eran continentales. En su De praescriptione contra haereticos, Tertuliano mencionó la continencia como una de las costumbres del mitraísmo que, de acuerdo con él, fueron imitadas del cristianismo, pero no la asoció específicamente con el clero.
La Didascalia Apostolorum , la cuál estaba escrita en griego en la primera mitad del siglo III, menciona los requisitos de castidad de parte del obispo y de su esposa, así como de los hijos ya concebidos, cuando cita 1 Timoteo 3:2– 4 como requiriendo que, antes de que alguien sea ordenado obispo, se debe investigar "si es casto, y si su esposa también es creyente y casta, asi como si ha criado a sus hijos en el temor de Dios". 
Hay registro de varios obispos casados del siglo III con buena reputación, incluso en Occidente . Incluían: Passivus, obispo de Fermo ; Casio, obispo de Narni ; Aeterio, obispo de Vienne ; Aquilino, obispo de Évreux ; Faron, obispo de Meaux ; Magnus, obispo de Aviñón . Filibaud, obispo de Aire-sur-l'Adour, fue el padre de San Philibert de Jumièges, y Sigilaicus, obispo de Tours, fue el padre de San Cyran de Brenne . No se hace ninguna declaración sobre si tuvieron hijos después de convertirse en obispos o solo antes.
"Una famosa carta de Sinesio de Cirene (dc 414) es evidencia tanto del respeto de la decisión personal en el asunto como de la apreciación contemporánea del celibato. Para los sacerdotes y diáconos, el matrimonio clerical seguía estando de moda".
La consecuencia del requisito de los clérigos superiores que vivían en matrimonio de abstenerse permanentemente de tener relaciones sexuales con sus esposas fue la prohibición para los solteros de contraer matrimonio después de la ordenación. Los Cánones Apostólicos de las Constituciones Apostólicas decretaron que solo los clérigos menores podrían casarse después de su ordenación. No se permitían obispos, sacerdotes ni diáconos. Jerónimo, en Contra Jovinianus, se refirió a la prohibición del matrimonio de los sacerdotes cuando argumentó que Pedro y los otros apóstoles habían estado casados, pero se habían casado antes de ser llamados y posteriormente abandonaron sus relaciones maritales. La leyenda de Paphnutius en la primera mitad del siglo V llamó a la prohibición del matrimonio una antigua tradición eclesiástica.

### Cuarto siglo
Generalmente se considera que el Concilio de Elvira (306) fue el primero en emitir un reglamento escrito que requería que el clero se abstuviera de tener relaciones sexuales. Su canon XXXIII dice: “Los obispos, presbíteros, diáconos y otros que tengan oficios en el ministerio deben abstenerse completamente de relaciones sexuales con sus esposas y de tener hijos". Si alguien desobedecía, era destituido del cargo clerical. Se discute si esta ley prescribe la abstinencia perpetua o se refiere, como es costumbre en la Iglesia Ortodoxa Oriental, incluso para los laicos, a la abstinencia periódica antes de la Comunión.
En el año 387 o 390 dC, o según otros, 400, el Concilio de Cartago decretó que obispos, presbíteros y diáconos debían evitar las relaciones maritales, es decir, quienes ministraban los sagrados misterios debían tener perfectas relaciones conyugales. Continuidad, para que reciban de Dios sólo lo que desean; tratemos también de conservar lo que enseñaron los apóstoles y lo que se observaba en la antigüedad. Todos nos regocijamos de que los obispos, sacerdotes y diáconos responsables de la castidad eviten casarse con esposas para que aquellos que sirven en el altar permanezcan completamente castos.
Un decreto directo del Papa Sirio (10 de febrero de 385) dice: "Encontramos que muchos sacerdotes y diáconos de Cristo engendraron hijos de sus esposas o de relaciones sexuales escandalosas. El hecho es que en el Antiguo Testamento, como leemos, hubo un sacerdote y los sirvientes que la hicieron dar a luz al niño como ella había dicho.
San Hilario de Poitiers (315-368), Doctor de la Iglesia, era un obispo casado con una hija llamada Apras, quien fue bautizada con su padre cuando él y su esposa se hicieron cristianos. El padre del Papa Dámaso I (366-84) fue obispo entre los papas de los siglos IV, V y VI. El Papa Pablo III, cuyo padre pudo haber sido sacerdote. Félix (483-492) fue el bisabuelo del Papa Gregorio I (590-604). El Papa Hormisdas (514-23) fue el padre del Papa Silverio (536-37). Entre ellos, no se menciona que el niño en cuestión nació cuando los padres aún eran laicos.
Hablando de Oriente, los historiadores de la iglesia griega Sócrates y Sozomeno escribieron un siglo después del evento que el Primer Concilio de Nicea (325) consideró ordenar a todo el clero casado que se abstuviera de las relaciones conyugales, pero el Concilio fue disuadido por Pafnucio de Tebas . 
Según la historia de Sozomeno:

While [the bishops at Nicaea] were deliberating about this, some thought that a law ought to be passed enacting that bishops and presbyters, deacons and subdeacons, should hold no intercourse with the wife they had espoused before they entered the priesthood; but Paphnutius, the confessor, stood up and testified against this proposition; he said that marriage was honorable and chaste, and that cohabitation with their own wives was chastity, and advised the Synod not to frame such a law, for it would be difficult to bear, and might serve as an occasion of incontinence to them and their wives; and he reminded them, that according to the ancient tradition of the church, those who were unmarried when they took part in the communion of sacred orders, were required to remain so, but that those who were married, were not to put away their wives. Such was the advice of Paphnutius, although he was himself unmarried, and in accordance with it, the Synod concurred in his counsel, enacted no law about it, but left the matter to the decision of individual judgment, and not to compulsion.

El Concilio de Nicea, AD 325, decide en el Canon 3:

The great Synod has stringently forbidden any bishop, presbyter, deacon, or any one of the clergy whatever, to have a subintroducta dwelling with him, except only a mother, or sister, or aunt, or such persons only as are beyond all suspicion.

En la época de Hermas parece haber una costumbre subintroducta, que se aplica sólo a las mujeres solteras que viven con hombres en matrimonio espiritual; la palabra agapeta también se usó en el siglo IV. Stefan Heide argumentó que la aceptación anterior de Iznika de este arreglo sacerdotal muestra que los sacerdotes tenían que vivir permanentemente, incluso con sus esposas. 
Eusebio de Cesarea, uno de los principales miembros de la reunión, escribió: "Los sacerdotes y los siervos de Dios deben abstenerse de relaciones conyugales después de la ceremonia".
Epifanio de Salamina (m. 403) acusó a los herejes, a quienes llamó "fundamentalistas", de "engañar a todos sobre sus deberes":

They have assumed that what is enjoined upon the priesthood because of the priesthood's preeminence applies equally to everyone. They have heard, "The bishop must be blameless, the husband of one wife, continent; likewise the deacon and the presbyter", but not understood the limitation of the ordinances. … She (God's holy church) does not accept the husband of one wife if he is still co-habiting with her and fathering children. She does accept the abstinent husband of one wife, or the widower, as a deacon, presbyter, bishop and subdeacon, [but no other married men], particularly where the canons of the church are strictly observed.  But in some places, you will surely tell me, presbyters, deacons and sub-deacons are still fathering children [while exercising their office.] This is not canonical, but is due to men's occasional remissness of purpose, and because there is no one to serve the congregation.

Se pueden encontrar pruebas similares de una norma legal en el siglo IV, también en Occidente, o al menos un ideal de abstinencia bíblica. En Panarion de Epifanio, 48, 9, y en Expositio Fidei, 21. Sinesio (murió c. 414), que no estaba sujeto a obligaciones, sabía que si era ordenado obispo tendría que vivir en el continente con su esposa. Uno de los cargos presentados contra Antonio, obispo de Éfeso, durante su juicio ante Juan Crisóstomo, fue que, "después de haber sido separado de su mujer casada, la restauró". El traductor Herbert Moore dijo en su nota sobre este versículo: "Según las reglas de los apóstoles, solo los clérigos menores pueden casarse después de su nombramiento para el cargo; y el Concilio de Trullo decretó que la esposa de un obispo debe retirarse a un convento, o convertirse en un diácono, en Cesarea, si se casó con un sacerdote." Después de la ordenación, fue degradado a Antonino, y la reanudación de las relaciones con su esposa fue equivalente al matrimonio después de la ordenación. En el Concilio de Nicea, se propuso que el clero casado fuera obligado a separarse de sus esposas, pero esta propuesta fue rechazada; Aunque generalmente se asume que la relación de los obispos con sus esposas debe ser la de hermanos y hermanas.
Los padres de la iglesia del siglo IV, Ambrosio y Jerónimo, argumentaron que el pasaje de 1 Timoteo 3:2-4 no contradice la disciplina que conocían, que establece que un hombre casado se convierte en un hombre casado. Los obispos deben abstenerse de tener relaciones sexuales y nunca volver a casarse. : "Hablar de tener hijos, o no tenerlos, o volverse a casar"; No dice: Que el obispo elegido se case con una mujer y tenga hijos, pero es mejor tener una sola esposa y tener hijos con buena obediencia y disciplina. Seguramente admitirá que ningún obispo durante su mandato es tal que un obispo debe tener un hijo. Y viceversa: si fuera descubierto, no estaría sujeto a las obligaciones habituales de un marido, sino que sería declarado culpable de adulterio.
Según Epifanio de Salami, también del siglo IV, Nicolás, uno de los siete diáconos en Hechos 6:1-6, indica que otros eran admirados por su celibato. Para evitar parecer demasiado devoto a su hermosa esposa y, por lo tanto, ser pobre en el servicio, abandonó la relación matrimonial de forma permanente. Aunque pudo permanecer en tierra firme por un tiempo, sus antojos finalmente lo superaron. Sin embargo, no quería ser visto como incoherente o tomar su juramento a la ligera. En lugar de volver a estar con su esposa, tuvo relaciones sexuales promiscuas y lo que Epifanio llamó "actos sexuales antinaturales". Así comenzó el nicolaísmo, la herejía antinomiana que creía que mientras una persona se abstuviera del matrimonio, no era pecado para uno satisfacer sus deseos sexuales como a uno le placía. Apocalipsis 2:6 y 15 expresa odio por la "obra de los nicolaítas".

### Siglos V al VII
Al decir que "en algunas provincias está permitido casarse con lectores y cantores", el Concilio de Calcedonia (451) sugiere que en otras provincias, no sólo los obispos, sacerdotes, diáconos y subdiáconos, sino también la gente de la época, una clase de los jóvenes lectores y cantantes no podían casarse.
No hace falta decir que una ley religiosa o un modelo de abstinencia no siempre es tan respetado en Occidente como en Oriente, y debido a los excesos a veces se impone. El emperador Justiniano I (m. 565) decretó que los hijos de sacerdotes, diáconos y subdiáconos, que "engendran hijos con mujeres, por orden del sacerdote, no pueden vivir juntos" ilegalmente en el mismo nivel que aquellos "nacidos en matrimonios incestuosos y desastrosos ." En cuanto a los obispos, prohibió "la ordenación de un obispo a cualquiera que tenga hijos o nietos".
El canon 13 del Quinisexto Concilio (Constantinopla, 692) señala que en esa época había una contradicción directa entre las ideas de Oriente y Occidente sobre la legitimidad de las relaciones conyugales por parte del clero inferior al rango de obispo que se había casado antes de ser ordenado:

Since we know it to be handed down as a rule of the Roman Church that those who are deemed worthy to be advanced to the diaconate or presbyterate should promise no longer to cohabit with their wives, we, preserving the ancient rule and apostolic perfection and order, will that the lawful marriages of men who are in holy orders be from this time forward firm, by no means dissolving their union with their wives nor depriving them of their mutual intercourse at a convenient time. Wherefore, if anyone shall have been found worthy to be ordained subdeacon, or deacon, or presbyter, he is by no means to be prohibited from admittance to such a rank, even if he shall live with a lawful wife. Nor shall it be demanded of him at the time of his ordination that he promise to abstain from lawful intercourse with his wife: lest we should affect injuriously marriage constituted by God and blessed by his presence.

El canon afirma de manera erronea que el canon del Concilio de Cartago de finales del siglo IV citado anteriormente, excluía las relaciones conyugales del clero inferior a los obispos, solo en relación con su servicio litúrgico o en tiempos de ayuno. El Concilio de Cartago excluyó perpetuamente tales relaciones y no hizo distinción entre obispos, sacerdotes y diáconos.
Desde entonces, no ha habido cambios en el sistema de la Iglesia Ortodoxa Oriental, que permite que obispos, sacerdotes, diáconos y subdiáconos excluyan el matrimonio después de la ordenación, pero permite, excepto por un período de tiempo antes de la celebración de la Divina Liturgia, matrimonio Unión. De sacerdotes y diáconos casados. . Antes de la ordenación, los obispos solo estipularon que fueran célibes y se abstuvieran permanentemente.

### Siglos XI y XII
En 888, dos ayuntamientos, Metz y Maguncia, prohibieron la cohabitación incluso con esposas abstinentes. Esta tendencia fue revivida por la Reforma Gregoriana del siglo XI, que abolió lo que llamó "Nicolás", es decir, el matrimonio clerical, que, aunque teóricamente excluido, todavía estaba permitido.
El Primer Concilio de Letrán (1123), un Concilio General, adoptó los siguientes cánones:

Canon 3: We absolutely forbid priests, deacons, and subdeacons to associate with concubines and women, or to live with women other than such as the Nicene Council (canon 3) for reasons of necessity permitted, namely, the mother, sister, or aunt, or any such person concerning whom no suspicion could arise.

Canon 21: We absolutely forbid priests, deacons, subdeacons, and monks to have concubines or to contract marriage. We decree in accordance with the definitions of the sacred canons, that marriages already contracted by such persons must be dissolved, and that the persons be condemned to do penance.

La frase "matrimonio por contrato" en la primera parte del canon 21 excluye los matrimonios clericales, y los matrimonios que entran dentro de la segunda parte, en la que se dice que deben disolverse, contraídos después de la ordenación, no antes. El canon 3 hace referencia a una regla hecha en el Primer Concilio de Nicea (ver arriba), que se entiende que no prohíbe a un clérigo vivir en la misma casa con una esposa con la que se casó antes de ser ordenado.
Dieciséis años después, el Segundo Concilio de Letrán (1139) con unos quinientos obispos promulgó los siguientes cánones:

Canon 6: We also decree that those who in the subdiaconate and higher orders have contracted marriage or have concubines, be deprived of their office and ecclesiastical benefice. For since they should be and be called the temple of God, the vessel of the Lord, the abode of the Holy Spirit, it is unbecoming that they indulge in marriage and in impurities.

Canon 7: Following in the footsteps of our predecessors, the Roman pontiffs Gregory VII, Urban, and Paschal, we command that no one attend the masses of those who are known to have wives or concubines. But that the law of continence and purity, so pleasing to God, may become more general among persons constituted in sacred orders, we decree that bishops, priests, deacons, subdeacons, canons regular, monks, and professed clerics (conversi) who, transgressing the holy precept, have dared to contract marriage, shall be separated. For a union of this kind which has been contracted in violation of the ecclesiastical law, we do not regard as matrimony. Those who have been separated from each other, shall do penance commensurate with such excesses.

Como resultado, la Comisión declaró que los matrimonios de clérigos no solo eran válidos, sino que seguían siendo ilegales como antes, pero también inválidos ("No los consideramos matrimonios"). Nuevamente, estos matrimonios fueron realizados por hombres que ya eran "obispos, presbíteros, diáconos, diáconos, sacerdotes, monjes y se llaman a sí mismos sacerdotes". La legislación posterior, que se encuentra especialmente en Quinque Compilations Antiquae y los decretos de Gregorio IX, continuó abordando el tema de los hombres casados legalmente ordenados. En 1322, el Papa Juan XXII insistió en que nadie debería ser ordenado al matrimonio, incluso sin consumación, a menos que se comprendieran completamente los requisitos del derecho canónico. Sin el libre consentimiento de la mujer, el marido, aunque se haya hecho monje, debe ver a su mujer, pero no puede cumplir con sus deberes. Por lo tanto, la suposición de que las esposas podrían no querer renunciar a sus derechos conyugales puede haber sido uno de los factores que llevaron a la práctica común general de ordenar solo a hombres solteros en la Iglesia latina.
Pero aunque los decretos del Segundo Concilio de Letrán todavía podían interpretarse en el sentido antiguo de prohibir el matrimonio solo después de la ordenación, se entienden como una prohibición absoluta, mientras que el matrimonio formal se convirtió en solo un obstáculo para la ordenación en la Iglesia latina. Con la adopción de la ley canónica en 1917, la prohibición del matrimonio de todos los principales sacerdotes comenzó a darse por sentada. Por lo tanto, el Segundo Concilio de Letrán a menudo se cita como el primero en introducir una regla universal de celibato, que requiere que solo los hombres solteros sean ordenados. De manera un tanto inexacta, dado que algunas iglesias católicas orientales permiten que hombres casados sean ordenados obispos (aunque no son ordenados como obispos), la New Catholic Encyclopedia escribe: "El Segundo Concilio de Letrán (1139) parece haber sido decretado como la primera ley que acepta designación divina., fue el último obstáculo para el matrimonio en la iglesia universal”.

### Siglo 16
Aunque la campaña de la Reforma Gregoriana en el siglo XI contra el matrimonio entre el clero y las concubinas encontró una fuerte oposición, en la época del Segundo Concilio de Letrán había obtenido un amplio apoyo de los feligreses y líderes de la iglesia.
Surgió una nueva oposición en relación con la Reforma protestante, no solo de los reformadores, sino también entre el clero y otros que permanecieron unidos a la corte en Roma. Protestaron figuras como Panormitano, Erasmo, Tomás Gajetan y los emperadores del Sacro Imperio Romano Germánico Carlos V, Fernando I y Maximiliano II.
De hecho, la disciplina de abstinencia del clero ahora significaba que solo los solteros podían ser ordenados. Así, en las discusiones que han tenido lugar, no hay distinción entre abstinencia clerical y celibato clerical.
Los reformadores consideraron la abolición de la castidad y el celibato religioso entre los elementos esenciales de su reforma. Condenan esto en contraste con la recomendación del Nuevo Testamento de que un clérigo debe ser "marido de una sola mujer" (ver com. 1 Timoteo 3:2-4 arriba), los apóstoles declararon su derecho a casarse con un cristiano (1 Corintios 9:5), y el consejo, “El matrimonio debe ser respetado por todos” (Hebreos 13:4). Lo acusaron de conducta sexual inapropiada común entre el clero.  
Contrariamente a la antigua tradición de la Iglesia tanto en Oriente como en Occidente que excluía el matrimonio después de la ordenación, Zwinglio se casó en 1522, Lutero en 1525 y Calvino en 1539. Más tarde, de acuerdo con la tradición predominante tanto en Oriente como en Occidente, el casado Thomas Cranmer fue nombrado arzobispo de Canterbury en 1533.
El Concilio de Trento consideró el asunto y decretó en su vigésima cuarta sesión que el matrimonio después de la ordenación sacerdotal sería inválido: "Si alguien dice que el clero ha sido instituido según las órdenes sagradas o el orden común, los que han declarado solemnemente la castidad pueden casarse, y que el pacto es válido, independientemente de la ley canónica, o juramentos; y que lo contrario no es más que una condenación del matrimonio; y que cualquiera que no se sienta que tiene el don de la virginidad, aunque lo haya jurado, puede casarse; maldito : porque el Señor no negará ese don a aquellos que razonablemente lo buscan, ni permitirá que seamos tentados más de lo que podemos".
También decretó sobre la dignidad relativa del matrimonio y el celibato: "Si alguno dijere que el estado del matrimonio debe colocarse por encima del estado de virginidad o del celibato, y que no es mejor ni más dichoso permanecer en la virginidad, o en el celibato, que unirse en matrimonio; sea anatema". 

## Reglas para el clero cristiano
Las reglas sobre el celibato difieren entre las diferentes tradiciones religiosas e iglesias:
- En la Iglesia de Suecia, la Iglesia Luterana, hasta la década de 1960, los diáconos/diaconisas tenían que hacer voto de celibato, así como voto de maternidad y pobreza.
- En la Iglesia Católica latina (occidental) desde el Concilio Vaticano II, los hombres maduros casados que no tienen la intención de ser promovidos al sacerdocio pueden ser ordenados como diáconos, llamados "diáconos perpetuos", pero los hombres casados no pueden ser ordenados u ordenados. el sacerdocio Los obispos, incluso los "diáconos provisionales", no pueden casarse después de la ordenación. Desde la enseñanza del Papa Pío XII (1939-1958), se ha hecho una excepción para los sacerdotes protestantes casados (incluidos los sacerdotes luteranos o anglicanos) que se han convertido al catolicismo y desean convertirse en sacerdotes católicos, con el consentimiento de sus esposas. La Iglesia Católica reconoce las ordenaciones protestantes, incluidas la mayoría de las ordenaciones anglicanas, aunque reconoce a los cristianos ortodoxos y ortodoxos. En algunos casos, los sacerdotes católicos laicos pueden casarse con un beneficio  especial. Los diáconos también pueden estar exentos si sus esposas se vuelven a casar después de la muerte, especialmente si tienen niños pequeños que cuidar.
- En las Iglesias Ortodoxa Oriental y Católica Oriental (ambas en plena comunión con Roma), los hombres casados pueden ser ordenados a cualquier sacerdocio excepto como obispo, y no pueden casarse después de haber sido ordenados diáconos. La Iglesia ortodoxa sigue las mismas reglas con respecto a los obispos y sacerdotes que la Iglesia ortodoxa, pero la Iglesia apostólica armenia, la Iglesia ortodoxa etíope Tewahdo, la Iglesia ortodoxa siria Malankala y la Iglesia ortodoxa siria permiten matrimonios para los ordenados como diáconos. . , mientras que la Iglesia Ortodoxa Copta de Alejandría no lo permite. Durante la mayor parte del siglo V, la Iglesia Oriental incluso permitió que los obispos se casaran, pero a principios del siglo VI se decidió ordenar solo a los monjes célibes, mientras que a los sacerdotes se les permitía casarse después de la ordenación. Aunque algunas personas creen erróneamente que todos los obispos ortodoxos deben ser monjes, de hecho, según el derecho canónico, ya no deben vivir con sus esposas para ser ordenados obispos. (Los canicios estipulan que también cuidan de sus esposas, por ejemplo, el Canon 12 del Consejo de Quinex). A menudo, las esposas de estos hombres llevan una vida monástica, aunque esto no es obligatorio. Actualmente, la Iglesia Ortodoxa cuenta con muchos obispos que nunca han sido afeitados (oficialmente ordenados) en un monasterio. También hay muchas personas que se raparon la cabeza pero nunca vivieron oficialmente como monjes. Además, algunos obispos quedaron viudos, pero dado que los sacerdotes no podían volver a casarse después de la ordenación, dichas personas debían permanecer célibes después de la muerte de sus esposas. El decreto Cum data fuerit de la Santa Sede de 1929, que prohibía la ordenación de sacerdotes y el ministerio de hombres casados en ciertas áreas de la diáspora fuera de la Iglesia Católica Oriental, fue revocado en junio de 2014.
- La Iglesia Anglicana  no impone restricciones a los diáconos, sacerdotes, obispos u otros clérigos que se casen con miembros del sexo opuesto. En la Iglesia anglicana primitiva bajo Enrique VIII, se requería que los sacerdotes fueran célibes (ver seis versículos), pero este requisito fue abolido por Eduardo VI. Algunos sacerdotes católicos ingleses requieren que sus miembros permanezcan célibes, al igual que la orden monástica para todos los hermanos y hermanas.
- La mayoría de las otras tradiciones protestantes no imponen restricciones al matrimonio de ministros u otros clérigos, excepto que en ciertos círculos los divorciados no pueden servir como ministros y, de hecho, la mayoría de los ministros están casados. Los miembros de la Iglesia de Jesucristo de los Santos de los Últimos Días, o "mormones", rechazan el celibato de por vida. Cualquier varón digno puede ingresar al sacerdocio a la edad de 12 años, comenzando como diácono. Por lo general, se alienta a un joven a posponer el matrimonio hasta que haya sido ordenado como anciano y haya servido dos años como misionero de tiempo completo en su iglesia. Generalmente, solo los hombres casados pueden ser llamados obispos (dirigen congregaciones locales designadas como congregaciones), y el matrimonio en el templo y la fidelidad a él se consideran necesarios para la salvación en el cielo más alto. Como ocurre con la mayoría de los cristianos, se espera que todos los Santos de los Últimos Días, incluidos los miembros del sacerdocio, se abstengan por completo de la conducta impúdica.

## Otras religiones
- El judaísmo no tiene antecedentes de celibato para sus líderes, incluidos los rabinos y los kohanim. Antes de la destrucción del Templo de Jerusalén, los sacerdotes (kohanim) y los levitas debían practicar la abstinencia (abstinencia de relaciones sexuales con sus esposas) antes y durante su servicio en el Templo. Se les permite reanudar las relaciones maritales después de cumplir con sus obligaciones. Por regla general, sólo los hombres casados realizan algunas funciones de la sociedad. Se fomenta el matrimonio para todos y los hombres deben tener hijos.
- En el Islam, el celibato o el monacato están prohibidos de por vida. El matrimonio es una motivación para todos.
- En el hinduismo, los sacerdotes pueden casarse. Al mismo tiempo, los monjes hindúes (sannyasis), de quienes generalmente se cree que se retiran del saṃsāra ("mundo"), a menudo practican el celibato. La idea es mantener tu mente libre de distracciones de tu sexualidad y usar ese enfoque para servir a Dios.
- Las tradiciones monásticas en el budismo requieren el celibato. Varias culturas, especialmente la tradición zen estadounidense, han modificado esto y ahora tienen formas de maestros orientadores casados que difieren del clero célibe. Además, en los países Theravada del Sudeste Asiático, existe la tradición de que los hombres jóvenes sean ordenados poco tiempo después de completar su educación (generalmente unas pocas semanas y, a menudo, no más de un año). , pero luego abandonó el monasterio. vida. Y continúa Regrese al monasterio por un corto tiempo para pensar, incluso después del matrimonio (si la esposa está de acuerdo). Muchos monjes y sacerdotes japoneses permanecieron célibes hasta la Restauración Meiji.
- En el jainismo, los monjes no se casan desde el día en que se convierten al jainismo.

## La Iglesia Católica hoy
En la Iglesia Católica el celibato está representado como contar con una autoridad apostólica. Teológicamente, la Iglesia trata de imitar la vida de Jesús respecto a la castidad y el sacrificio de la vida conyugal por "el Reino" ( Lucas 18:28–30, Mateo 19:27–30; Marcos 10:20–21 ), y continuar o seguir con el ejemplo de Jesucristo al estar "casado" con la Iglesia, considerado por el catolicismo y otras  tradiciones cristianas como la "Novia de Cristo". Las enseñanzas de San P ablo acerca de que la castidad es el estado superior de la vida también son fundamentales, y su deseo expresado en 1 Corintios 7:7-8: "Quisiera que todos los hombres fueran como yo [célibe], pero cada uno tiene su propio regalo de Dios; uno de esta manera, y otro después de eso. Pero digo a los solteros ya las viudas. Es bueno para ellos si continúan así, incluso como yo".
En términos prácticos, las razones para ser célibe las da el apóstol Pablo en 1 Corintios 7:7-8; 32-35: "Pero no quiero que se preocupen. El que no tiene esposa, que se esfuerce en las cosas del Señor, porque eso es agradable al Señor". Pero un hombre casado se preocupa por las cosas mundanas y por cómo complacer a su esposa, y está dividido. Vírgenes y vírgenes ponderan las cosas del Señor para la santificación del cuerpo y del alma. Y las mujeres casadas piensan en esta vida, en cómo complacer a sus maridos. Y digo esto por vuestro bien, no para atraparos, sino por lo que es cortés y os da fuerzas para ayudar a Dios sin estorbo.
I Corintios 9: 5 a veces es citado por aquellos que se oponen al celibato clerical obligatorio, ya que el versículo a menudo se traduce como una referencia a los apóstoles que llevaban "esposas" con ellos. Incluso más allá de la controversia sobre el significado de la palabra traducida como "esposas", este pasaje contiene una dudosa referencia a una ley de celibato para los sacerdotes en la Iglesia latina, que se introdujo más tarde y que solo se consideraba una disciplina en esa iglesia en particular. El todo: es decir, una organización de la Iglesia, pero no es parte integrante del magisterio de la Iglesia. San Pedro, a menudo considerado el primer papa, así como muchos papas, obispos y sacerdotes posteriores durante los primeros 270 años de la Iglesia, eran de hecho hombres casados y, a menudo, padres de niños. La práctica de la abstinencia sacerdotal, junto con la prohibición del matrimonio después de la ordenación como diácono, sacerdote u obispo, se remonta al Concilio de Elvira alrededor del 305-306. Esta ley fue reforzada por el decreto directo (385) y en el Concilio de Cartago en 390. La tradición de la abstinencia clerical se convirtió en una práctica del celibato clerical (ordenación de hombres solteros únicamente) desde el siglo XI en adelante entre los católicos de la Iglesia latina y se convirtió en parte formal del derecho canónico en 1917. Esta ley de celibato clerical no se aplica a los católicos orientales. . . Hasta hace poco, los obispos católicos orientales de América del Norte a menudo ordenaban a hombres solteros por temor a que los sacerdotes casados causaran escándalo. Desde que el Vaticano II pidió un renacimiento de las tradiciones católicas orientales, algunos obispos han vuelto a la práctica tradicional de ordenar al sacerdocio a hombres casados. Los obispos permanecen célibes y generalmente son elegidos entre las órdenes de monjes.
En el caso de la Iglesia latina suelen  hacerse excepciones. Después del Concilio Vaticano II se hizo una excepción general para la ordenación como diáconos de hombres de al menos treinta y cinco años de edad que no estén destinados a ser ordenados posteriormente como sacerdotes y cuyas esposas consientan en su ordenación. Desde el Papa Pío XII, ha habido excepciones ocasionales para ex sacerdotes no católicos. Según las reglas propuestas para los exsacerdotes anglicanos solteros, se le podría pedir al Papa que permita la ordenación de exsacerdotes anglicanos casados a la Iglesia Católica caso por caso.
Dado que el celibato religioso es una ley más que un dogma, se pueden hacer excepciones y, en principio, el Papa puede cambiarlo en cualquier momento. Es difícil cambiar los hábitos tradicionales. Sin embargo, el Papa Francisco pidió que se considere la cuestión de elegir los llamados viri probati para la ordenación sacerdotal, especialmente en regiones como la Amazonía, donde hay una escasez aguda de sacerdotes.

### Sínodo de la Amazonía en Roma en octubre de 2019
En octubre de 2019, muchos obispos del Sínodo del Amazonas en Roma mencionaron que los sacerdotes casados deberían tener acceso a la Iglesia católica. El Papa Francisco descuido el tema del celibato en su documento postsinodal, manteniendo reglas anteriores sobre el celibato para los sacerdotes católicos.

### Falta histórica de aplicación
Aunque históricamente la Iglesia latina ha practicado el celibato sacerdotal, los sacerdotes católicos han tenido relaciones sexuales con concubinas durante siglos.
En febrero de 2019, la Iglesia Católica admitió que la política de celibato en la Iglesia no siempre se respetó, y en algún momento de su historia el Vaticano emitió reglas secretas para proteger a los célibes, y el sacerdote violó el juramento de celibato. Las reglas también se aplican al clero católico que tiene hijos al hacerlo. Algunos de los criados por misioneros católicos incluso lo profesaban.
Algunos sacerdotes han violado la política del celibato, que también prohíbe el matrimonio a sacerdotes que no se hayan convertido al protestantismo, como el luteranismo o el anglicanismo, que siguen siendo clérigos incluso después de casarse en secreto con mujeres. Se dio un ejemplo en la Diócesis de Greensburg en Pensilvania, donde un sacerdote mantuvo su estatus clerical después de casarse con una muchacha de la que quedó embarazada. En 2012, un pastor australiano, Kevin Lee, reveló que había mantenido su condición de sacerdote después de estar casado en secreto durante un año y que los líderes de la iglesia sabían sobre el matrimonio secreto, pero ignoraron la política de celibato. En el mismo año, se reveló que el ex obispo auxiliar de Los Ángeles, Gabino Zavala, tenía dos hijos que no eran gemelos y tenía "una relación más que fugaz" con su madre. antes de renunciar como obispo. monje.